# Alternative Hip-Hop
Alternative Hip-Hop ist ein Subgenre des Hip-Hop. Es zeichnet sich durch soziokulturell engagierte Texte und Musik aus sowie durch minimalistische Beats, die oft wenige oder für Hip-Hop ungewöhnliche Instrumente samplen (siehe auch Jazz-Rap), oft verstärkt durch Live-Instrumente.
Künstler des Alternative Hip-Hop waren generell kommerziell weniger erfolgreich als andere Größen des Hip-Hop, genießen aber oft höheres Ansehen bei Kritikern. Die Begründer des Genres (De La Soul, A Tribe Called Quest) waren dabei kommerziell erfolgreicher als spätere Innovatoren (Guru oder Mos Def).

## Die späten 1980er
Als Beginn des Alternative Hip-Hop gilt die Veröffentlichung von De La Souls Album 3 Feet High and Rising 1989. Das Album kombinierte ungewöhnliche Samples (wie von The Turtles oder Johnny Cash) mit spacigen, hippiesken Texten und einem ungewöhnlichen Sinn für Humor. Das Album enthielt für damalige Verhältnisse bizarre Klangschnipsel, beispielsweise aus einem französischen Sprachkurs. 3 Feet High and Rising war sowohl ein großer kommerzieller Erfolg, als auch ein von den Kritikern gerühmtes Album.
Es war damit die erfolgreichere der beiden Veröffentlichungen, die begannen, selbstreferentielle Sample-Kaleidoskope im Hip-Hop und der Popmusik allgemein zu etablieren. Das andere, im selben Jahr entstandene Album, war Paul's Boutique von den Beastie Boys. Damals als Flop angesehen, trugen die ungewöhnliche Themenwahl wie Eggnog (Egg Man), Karma (What Comes Around) und die jüdische Herkunft der Beastie Boys (Shadrach), der einzigartige Flow der Band sowie ihr beißender Humor zu einer Platte bei, die sich meisterlich in die Sample-reiche Produktion der Dust Brothers fügte, so dass das Album später als verlorener Klassiker des Genres galt.
Bereits vor den beiden Alben veröffentlichten einige Künstler 1988 Singles, die später als Vorläufer des Alternative Hip-Hop angesehen wurden: Gang Starr mit Words I Manifest und Stetsasonic mit Talkin' All That Jazz kombinierten Hip-Hop mit Jazz und trugen so zur Entwicklung des Jazz-Raps bei.
1989 erfolgten dann einige weitere Veröffentlichungen, die heute als Klassiker des Alternative Hip-Hop gelten:
- Def Jefs Just a Poet With a Soul, auf der die erfolgreiche Soul-Sängerin der 1960er, Etta James, auf einem Track erschien.
- Gang Starrs erste LP, No More Mr. Nice Guy, die wahrscheinlich erste LP, die Hip-Hop und Jazz kombinierte,
- Das zweite Album der Jungle Brothers: Done By the Forces of Nature, das auf Dance-Beats aufbaute und sowohl ein Liebling der Kritiker wurde als auch einen relativ großen kommerziellen Erfolg erzielte,
- Queen Latifahs feministischer Track All Hail the Queen.

Alle Veröffentlichungen trugen dazu bei, die Native Tongues Posse zu etablieren, eine Gruppe afrozentrischer Hip-Hop-Künstler, die sich von Afrika Bambaataas Zulu Nation inspirieren ließen.

## Die frühen 1990er
Zu Beginn der 1990er setzte sich der Westcoast-Hip-Hop als dominierende Stilrichtung durch. Der beispielsweise von Dr. Dre und Snoop Doggy Dogg produzierte Gangsta-Rap dominierte die Charts und die Szene. Künstler aus anderen Gegenden oder mit anderen Stilrichtungen hatten Probleme, erfolgreich zu sein. Einzig Ausnahmen wie der Wu-Tang Clan mit seinen diversen Veröffentlichungen oder Puff Daddys Bad Boy Entertainment mit Mary J. Blige (What's the 411) oder Nas (Illmatic) waren sowohl am Markt als auch in der Kritik erfolgreich.
An der Ostküste entwickelte sich der Alternative Hip-Hop weiter. A Tribe Called Quest veröffentlichten 1990 People's Instinctive Travels and the Paths of Rhythm und Gang Starr 1991 Step in the Arena. A Tribe called Quests 1991er Veröffentlichung The Low-End Theory war ein Manifest des sozialkritischen Hip-Hop. Auf dem Album griff die Band die Tendenz der Hip-Hop-Szene an, sich in immer mehr Subgenres aufzuteilen, die sich allesamt künstlerisch ausverkauften, um Erfolg im Mainstream zu haben. Andere Themen des Albums sind Date-rape oder Auseinandersetzungen innerhalb der Rap-Szene. Auf dem Album erschienen Ron Carter oder die Leaders of the New School inklusive des späteren Superstars Busta Rhymes.
Auch der noch heute existierende Underground entwickelte sich an der Westküste, auf den Straßen von South Central Los Angeles. Zu den Pionieren der Entwicklung gehörten Freestyle Fellowship mit den Mitgliedern Aceyalone, Mikah 9, P.E.A.C.E. und Self Jupiter. Die Freestyle Fellowship rappten sozialkritische Lyrics über spektakuläre Jazz-artige Kadenzen. Ihre Alben To Whom It May Concern und Innercity Griots gehören zu den einflussreichsten Veröffentlichungen des Underground Hip-Hop. Auf den Straßen von Los Angeles entwickelte sich auch maßgeblich die bis heute im Underground Hip-Hop herrschende DIY-Ethik: die Künstler produzierten ihre Tapes und Platten selber und verkauften sie direkt aus dem Kofferraum an die Plattenläden oder direkt an die Fans und hatten so wenig wie möglich mit der Musikindustrie zu tun. Andere Künstler der Westcoast begannen einen ähnlichen Weg einzuschlagen. The Pharcyde veröffentlichte 1992 Bizarre Ride II the Pharcyde, die Disposable Heroes of Hiphoprisy ebenfalls 1992 Hypocrisy Is the Greatest Luxury.
Der Jazz-Rap wurde maßgeblich von Guru weiterentwickelt. Sein Album Jazzmatazz Vol. 1 von 1993 rappte er vor einer Live-Begleitung durch eine Jazz-Band. Zu ihr gehörten Lonnie Liston Smith, Roy Ayers, Branford Marsalis und Donald Byrd. Einen Gastauftritt hatte unter anderem der senegalesisch-französische Star MC Solaar.
Auch in den Südstaaten begann sich zum ersten Mal eine Szene zu entwickeln, die auch außerhalb der Region wahrgenommen wurde. Die christlich inspirierte Band Arrested Development aus Tennessee errang 1992 internationalen Erfolg mit 3 Years, 5 Months and 2 Days in the Life of.... Das Album war insbesondere bei Nicht-Hip-Hop-Fans erfolgreich, die sich vom Posing und der Ghetto-Attitude des Hip-Hop eher abgestoßen fühlten. Mit ihrem textlichen Fokus auf Liebe und Frieden und ihren groovigen, relativ unkomplizierten Beats erreichten sie neue Hörerschichten, obwohl ihre prononciert christliche Einstellung andere potenzielle Hörer eher abschreckte.
Außerhalb der USA begannen andere Gruppen Hip-Hop mit weiteren Stilen wie Rhythm ’n’ Blues oder Electronica zu kombinieren. Beispiele hierfür sind die beiden britischen Bands The Brand New Heavies (Heavy Rhyme Experience Vol. 1; 1992) oder Massive Attack (Blue Lines; 1991).

## Die späten 1990er
Trotz dieser und anderer Entwicklungen, wie der Entstehung des Crossovers und des New Soul, behielten Gangsta-Rap und die Produktionen von Puff Daddy die Dominanz in den Charts. Gleichzeitig erweckten die Gründer des Alternative Hip-Hop den Anschein künstlerisch auf ausgetretenen Wegen zu gehen und sich nicht weiterzuentwickeln.
Allgemein spielte in den späten 1990er-Jahren besonders das Underground-Label Rawkus Records eine leitende Rolle. Die künstlerische Wiederbelebung der Szene gelang Company Flow mit Funcrusher Plus und Dr. Octagon mit seinem 1996er Album Dr. Octagonecologyst. Die Künstler wendeten sich wieder mehr dem Alternative Tongues-Stil der Anfangszeit zu: Old School Hip-Hop, kombiniert mit Hardcore-Rap und Jazz-Elementen. The Roots trugen maßgeblich zu dieser Entwicklung bei. Ihre Alben aus den 1990ern Do You Want More?!!!??! (1995), Illadelph Halflife (1996) und Things Fall Apart (1999) lösten allesamt bei den meisten Kritikern Begeisterung aus. Mos Def und Talib Kweli veröffentlichten 1998 zusammen Black Star, das sich in diese Reihe stellte und die Szene revitalisierte. Mos Defs Solo Black on Both Sides (1999) festigte seine Stellung als Liebling der Alternativen Szene in den USA, während Talib Kweli einige Zeit länger brauchte sich als Solo-Künstler zu etablieren. Erst 2000 veröffentlichte er zusammen mit Hi-Tek die Platte Train of Thoughts unter dem Projektnamen Reflection Eternal.
Pharoahe Monchs Debüt Internal Affairs von 1999 reicherte den Native Tongues-Stil mit Elementen des Gangsta-Rap an, während Jurassic 5 (Jurassic 5 EP), Blackalicious (NIA) und die Dilated Peoples (The Platform) den Trend fortsetzten Hip-Hop mit hippiesken Lyrics, psychedelischen Soundelementen und Funk-Anleihen anzureichern: zur Begeisterung der Kritiker aber ohne dabei im Mainstream Fuß fassen zu können.

## Alternative Hip-Hop nach 2000
Nachdem die Vereinigten Staaten begonnen hatten, in den Krieg gegen den Terror zu ziehen, begann sich die Alternative-Hip-Hop-Szene auch zu politisieren und zu radikalisieren. Sie traten dabei in den Gegensatz zur Mainstream-Meinung in den Medien, einige Vertreter propagierten offen sozialistische oder anarchistische Ziele. Die marxistische Hip-Hop-Band The Coup zeigte auf dem Cover ihrer kurz vor den Anschlägen am 11. September erschienenen LP Party Music die beiden Musiker, wie sie vor dem World Trade Center stehend eine Dynamitstange und ein Stimmgerät als Auslöser in den Händen hielten. Die Dead Prez gerieten ebenfalls in breite öffentliche Diskussionen für ihre militanten und aggressiven Lyrics. Bands wie Dälek, die schon länger sehr kritische Lyrics hatten, gestalteten diese weniger abstrakt und so wahrscheinlich konfrontativer gegenüber dem Mainstream-Publikum.
Erfolgreiche Alben, die in den frühen 2000ern auch überraschend großen Markterfolg hatten, waren:
- AWOL One & Daddy Kev – Souldoubt
- Blackalicious – Blazing Arrow
- Busdriver – Temporary Forever
- Common – Electric Circus.
- The Coup – Steal This Double Album
- Hi-Tek – Hi-Teknology
- Jurassic 5 – Power in Numbers
- The Roots – Phrenology
- Talib Kweli – Quality
- Fort Minor – The Rising Tied
- Gorillaz – Demon Days

Neben diesen, sich politisch verstehenden Bands entstanden andere Substyles im Underground. Nerdcore, futuristische oder apokalyptische Rapper wie Cannibal Ox, El-P oder Aesop Rock kamen auf durch die Gründung der Alternative-Hip-Hop-Labels Anticon und Definitive Jux, ebenso wie die Horrorcore-Bewegung mit Ill Bill, Necro oder der Insane Clown Posse.